# Большое трещинное Толбачинское извержение
Большое трещинное Толбачинское извержение (БТТИ) — извержение на Толбачинском долу, близкое к гавайскому типу, произошло в 1975—1976 годах. БТТИ стало шестым по счёту большим трещинным извержением, произошедшим в историческое время, пятью другими были:
- извержение в районе Эльдгьяу 930 г. (Исландия),
- извержение в районе Лаки 1783—1784 гг. (Исландия),
- извержение 1759—1774 гг. вулкана Хорульо (Мексика),
- извержение вулкана Парикутин 1943—1952 гг. (Мексика),
- извержение на острове Лансароте 1730—1736 гг. (Испания)[4].

## Перед извержением
Извержение Плоского Толбачика до 1978 года предсказали в Институте вулканологии Дальневосточного научного центра АН СССР в 1970 году. Извержению предшествовали регистрировавшиеся с середины 1975 года пятью советскими сейсмическими станциями — «Апахончич», «Ключи», «Козыревск», «Кроноки», «Эссо» — частые землетрясения с близким к поверхности Земли расположением эпицентров, происходившие около вулкана Плоский Толбачик. К предполагаемому месту приближающегося извержения была направлена экспедиция, возглавляемая С. А. Федотовым. 5 июля частота землетрясений сильно уменьшилась, свидетельствуя о том, что до извержения оставались считанные часы.

## Извержение

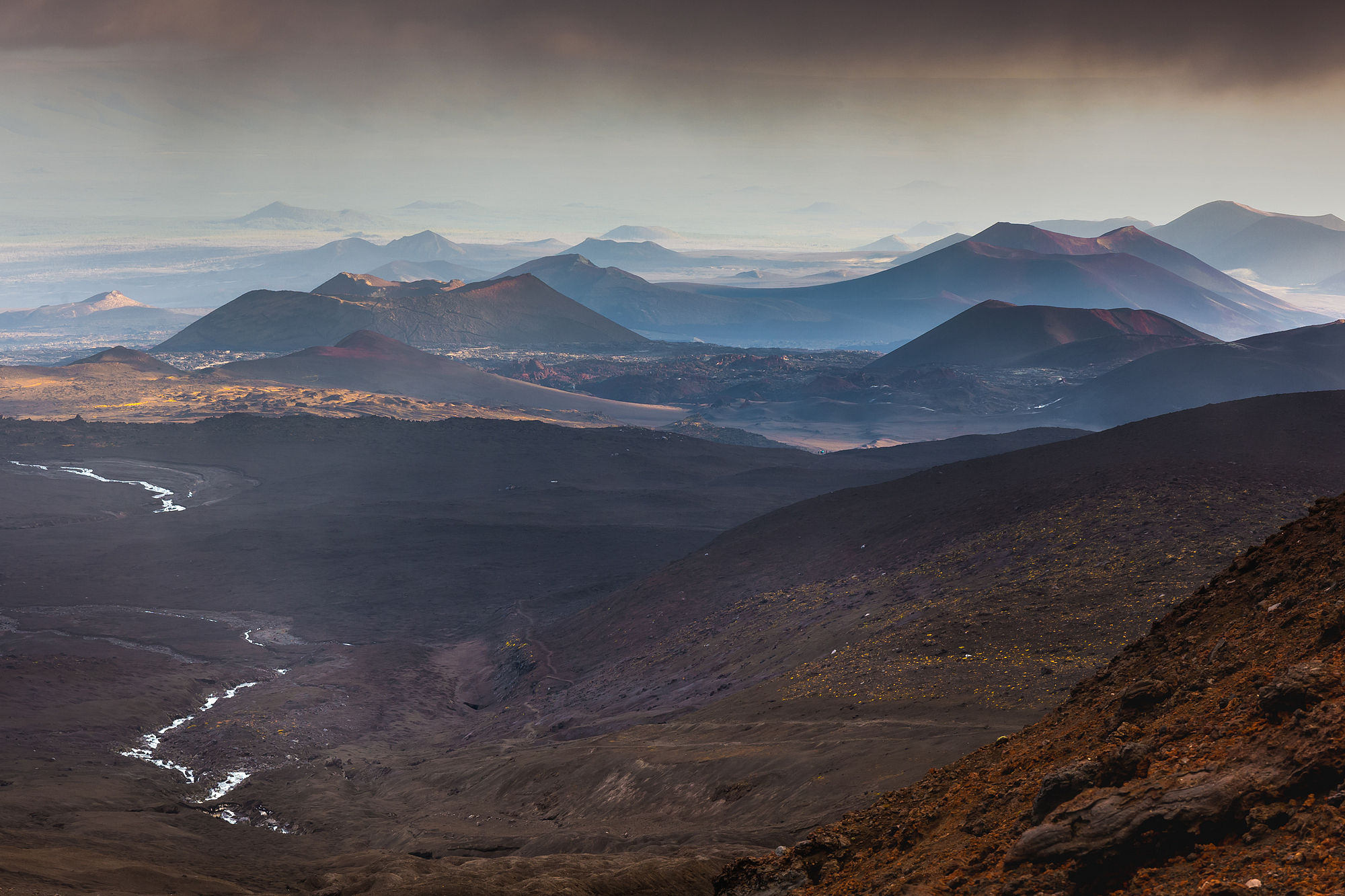
Цепь шлаковых конусов, возникших на Толбачинском долу

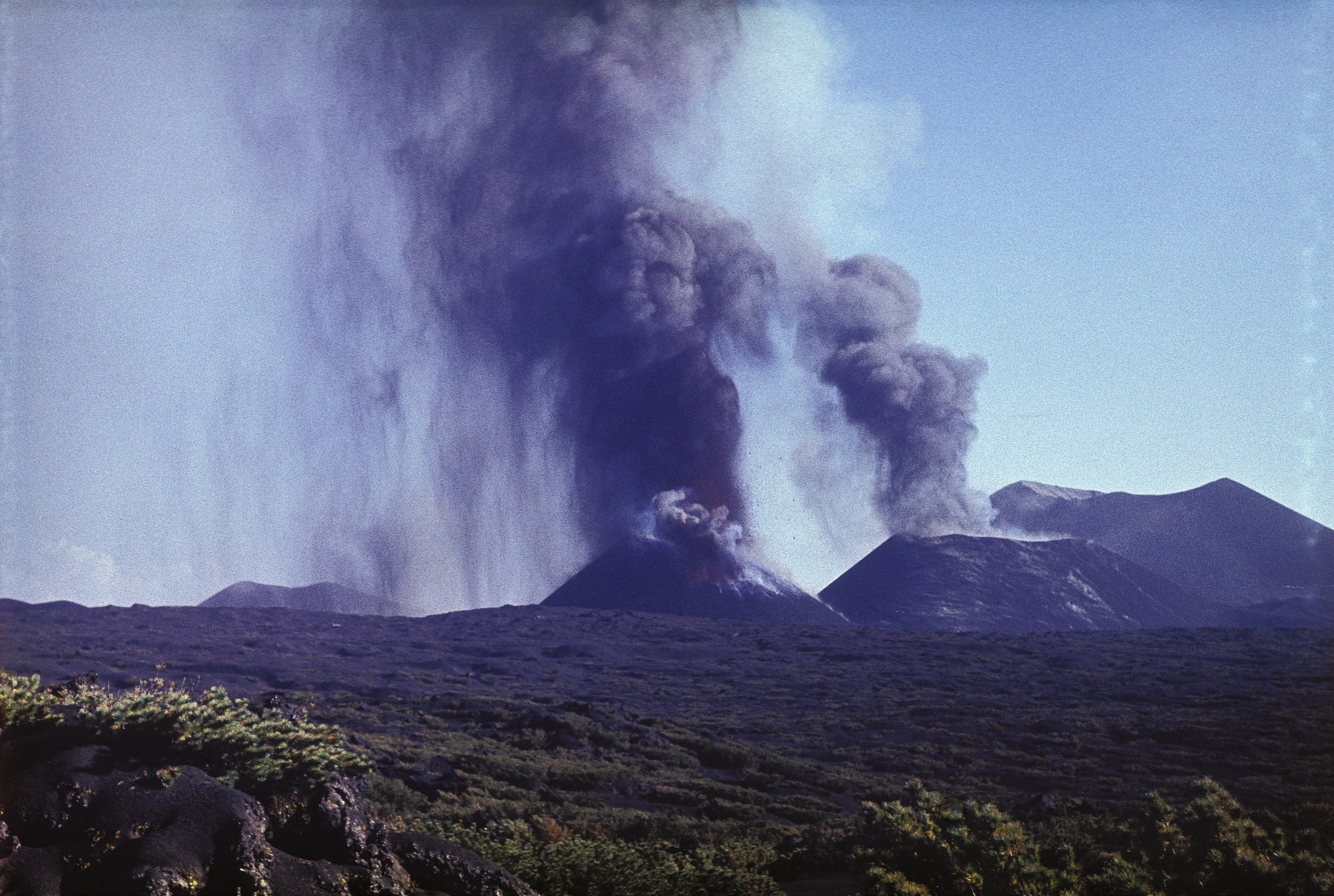
Извержение 2-го и 3-го конусов Северного прорыва

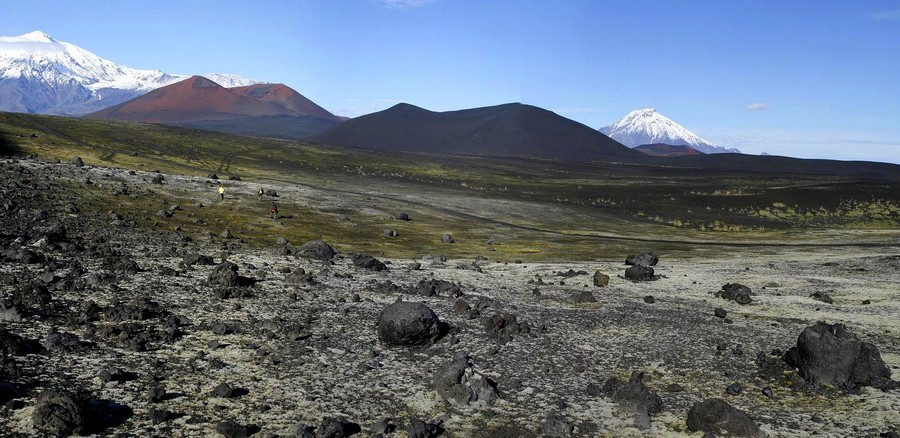
Местность в районе Северного прорыва через 35 лет после извержения

Большое трещинное Толбачинское извержение происходило с 9:45 6 июля 1975 года. Извержение прошло в два этапа: так называемые Северный и Южный прорывы. Первый этап (Северный прорыв), во время которого извержение происходило в 18 км юго-западнее Плоского Толбачика, закончился 15 сентября 1975 года. Он сопровождался образованием трёх крупных и четырёх меньших шлаковых конусов, одного мощного и 15 менее интенсивных лавовых потоков. Образование шлакового конуса шло по следующему сценарию: землетрясения, появление трещины, из которой позднее начинали бить струи пирокластики, ещё позднее начинался рост шлакового конуса. Первый шлаковый конус действовал с 6 июля по 9 августа, завершив работу выбросами белого пепла и достигнув высоты 330 метров. Его назвали вулканом Горшкова, в честь советского вулканолога. Во время извержения сверкали молнии, гремел гром, наблюдались огни Эльма. Второй конус появился почти сразу после прекращения деятельности первого недалеко от него и действовал до 15 сентября, поднявшись до высоты 300 метров и завершив свою деятельность излияниями жидких лав. Третий конус зародился 17 августа около второго и продолжал действовать до 25 августа, достигнув 150-метровой высоты.
Во время Южного прорыва, начавшегося 18 сентября 1975 года и проходившего в 10 км южнее Северного, сформировались новый шлаковый конус, возвышающийся на более чем 100-метровую высоту, лавовые поля и обширная шлаково-пепловая равнина в центральной части дола. В целом извержение Южного прорыва имело меньшую интенсивность в смысле эксплозивности, чем Северного, но сопровождалось обильным истечением лав, которые к концу 1975 года разлились на 35 квадратных километров, что вместе с 10 квадратными километрами, покрытыми лавовыми потоками Северного прорыва, составило почти полусотню квадратных километров в общей сложности.
Кратер Плоского Толбачика, имевший до извержения диаметр 0,3 км, в августе—сентябре 1975 года увеличился до 1,7 км в диаметре, хотя он и был достаточно удалён от Северного и тем более от Южного прорывов. Облако пепла при извержении достигло высоты 13 км и протянулось до Алеутских островов.
Изверженные породы Северного прорыва относились в основном к магнезиальным базальтам, Южного прорыва — к глинозёмистым базальтам. Общее количество продуктов извержения составило 2,3 км3, из которых 1,26 км3 относится к Северному прорыву и 0,97 км3 — к Южному прорыву. Во время извержения наблюдались различные световые явления: световые купола, рассеянное свечение, световые столбы. В районе извержения на протяжении почти полугода в 1976 году образовывались огненные смерчи. Извержение завершилось 10 декабря 1976 года.

## Последствия
Люди за время извержения не пострадали. Потери от БТТИ выражались в том, что в районе вулканической деятельности были засыпаны продуктами извержения и залиты лавой пастбища северных оленей, шлакопад приводил к гибели небольших животных, пострадали деревья. В продуктах извержения и фумарольной активности конусов Вергасовой Л. П. открыто и описано более тридцати ранее неизвестных минералов, таких как толбачит, пийпит, ленинградит, вергасовит, софиит, меняйловит, меланоталлит, пономаревит, лесюкит, хлорартинит, аларсит, копарсит, урусовит, филатовит, брадачекит, ламмерит β, аверьевит, пауфлерит, федотовит, камчаткит, ключевскит, алюмоключевскит, влодавецит, набокоит, атласовит, ильинскит, бернсит, хлороменит, георгбокиит, парагеоргбокиит, прюиттит, аллохалькоселит.